# Вестник ПВО (интернет-сайт)
«Вестник ПВО» — российский сайт, посвящённый системам и комплексам противовоздушной и противоракетной обороны (ПВО и ПРО) России и других стран мира, открывшийся 15 июня 1999 года с основной целью популяризации военной техники, создания справочника по данным родам войск и вооружениям. Материалы сайта неоднократно использовались на сайте lenta.ru.
Автор сайта, главный редактор — Саид Аминов.
Первоначально размещался на хостинге chat.ru, в настоящее время на «оружейном» сайте guns.ru (guns.ru/pvo или pvo.guns.ru).
На сайте есть информация о компонентах, разработчиках и производителях комплексов.

## Разделы сайта
- Раздел «Выставки и музеи»
- Раздел «Фото и видео»
- Раздел «Мемориал»
- Библиотека
- Календарь событий в сфере ПВО и ПРО
- Раздел для моделизма
- Лента новостей
- Форумы